# Quirós (sobrenome)
Quirós é um sobrenome toponímico, ou seja, indica a localização de onde surgiu a família. Neste caso o topónimo é  Quirós, na Espanha que fica num vale no Principado de Astúrias.
O topónimo aparece documentado pela primeira vez num diploma de doação de Ordoño I, no ano de 857, que se encontra no Arquivo da Catedral de Oviedo:
«...Loca etiam designata in terra que dicitur Quiros, deganeam, hominun, in uilla que vocatur Meruego [Bermiego]...»
Em algumas regiões foi adotada a forma Quiroz.
Conta com uma variante em português: Queirós, ou como se escrevia antigamente, Queiroz.

## Etimologia
Alguns autores relacionam o sobrenome Quirós a uma etimologia grega, relacionando com o adjectivo ἰσχυρὸς, que significa forte. Assim o P. Carvallo, Ciriaco Miguel Vigil, e Vicente José González García, que acrescenta o possível étimo χειρος, que significa mão.
Xosé Lluis García Arias diz que o nome do município Quirós deriva da base cario, da que procedem outros muitos topónimos e que, segundo Menéndez Pidal, deriva da palavra  pré-romana kar, cujo significado seria pedra ou rocha. O mesmo autor oferece também outra explicação provável: O nome de um antigo dono das terras chamado Caridosus.

## Uso na Espanha
Em 2016 na Espanha existiam 21.187 pessoas que levam o sobrenome Quirós, dos quais como sobrenome paterno 10.546 pessoas e como materno 10.641 pessoas. As províncias de Avila, Cadiz e Astúrias figuram como as províncias com mais o registram.
Para o caso de Quiróz existem 4.013 pessoas.

## Personagens célebres
- Pedro Fernández de Quirós (Pedro Fernández de Queirós em português, 1563-1615), marinho e navegador português ao serviço da coroa espanhola.
- Gutierre Bernardo de Quirós (c.1570-1638), eclesiástico espanhol, bispo de povoa-a dos Anjos na Nova Espanha.
- Lucas de Quirós (n.ca.1580), cosmógrafo do reino do Peru.
- Francisco Bernardo de Quirós (1580-1668), dramaturgo espanhol do Século de Ouro.
- Diego Riquelme de Quirós (†1668), eclesiástico espanhol, bispo de Cidade Rodrigo, de Oviedo e de Plasencia, presidente do Conselho de Castilla.
- Fray Miguel de Quirós (século XVII), matemático e genealogista espanhol.
- Felipe Bernardo de Quirós Benavides (1624-1699), historiador e genealogista espanhol, autor do Solar de Olloniego.
- Francisco Bernardo de Quirós e Valdés (1644-1709), diplomata espanhol, enviado extraordinário nas Províncias Unidas dos Países Baixos.
- Francisco Bernaldo de Quirós (1650-1708), militar espanhol.
- Francisco Bernardo de Quirós Benavides (1678-1710), escritor e militar espanhol, neto de Felipe, autor do poema O Caballu em língua asturiana.
- Manuel José de Quirós (†1765), compositor, vihuelista e maestro de capilla guatemalteco.
- Lorenzo Quirós (1717-1789), pintor espanhol.
- José María Quirós (n.ca.1750-1824), militar espanhol em Nova Espanha, secretário do Tribunal do Consulado de Veracruz entre 1805 e 1824.
- Francisco Bernaldo de Quirós e Mariño de Lobera, marqués de Campo Sagrado (1763-1837), general espanhol e ministro da Guerra.
- Mariano Quirós Iruega (1791–1859), militar e político espanhol.
- Manuel María Quirós (1798-1870), político mexicano.
- Anselmo Quiroz (1797-1839), militar peruano que participou na Independência de seu país.
- Cayetano Quirós (†1822), montonero que participou na Independência do Peru.
- Francisco Quirós e Ampudia (1798-1867), político, militar e empresário peruano.
- José Félix Quirós, político salvadoreño, Presidente interino da República em 1848 e 1851.
- José Manuel Quirós e Blanco (1810-1856), general costarricense.
- Pedro Quirós Jiménez (1819-1883), geral e político costarricense, Presidente desta república.
- Pablo Quirós Jiménez (1826-1896), general costarricense, irmão de Pedro.
- Juan Quirós dos Rios (†1894), jornalista e político espanhol.
- Concepção Quirós Pérez (1844-1909), pedagoga mexicana.
- José Maria Eça de Queirós (ou Queiroz, segundo a grafía de sua época, 1845-1900), escritor português de narrativa realista, autor dos Maia.
- Juan Bautista Quirós Segura (1853-1934), geral e político costarricense, Presidente desta república, filho de Pablo Quirós Jiménez.
- Adolfo Quirós (1853-1910), poeta chileno.
- Ana Germana Bernaldo de Quirós e Muñoz (1866–1934), aristócrata espanhola, I marquesa de Atarfe, casada em primeiras nupcias com Luis de Jesús de Borbón, I duque de Ánsola.
- Constancio Bernaldo de Quirós (1873-1959), escritor, jurista e criminólogo espanhol do movimento regeneracionista, discípulo de Giner.
- Cesáreo Bernaldo de Quirós (1879-1969), pintor argentino.
- Fernando Quiroz Gutiérrez «O Burro Quiroz»(1889-1966), médico mexicano.
- José Pablo Quirós Quirós (1905-1988), diplomático costarricense, filho de Juan Bautista Quirós Segura.
- Rachel de Queiroz (1910—2003), escritora brasileira.
- Alfonso Quiroz Cuarón (1910-1978), criminólogo mexicano.
- Rafael Quirós (1910-2012), futebolista peruano.
- Antonio Quirós (1912-1984), pintor espanhol.
- Alberto Quirós Corradi (1931-2015), director empresarial, engenheiro petroleiro e político venezuelano.
- Ignacio Quirós (1931-1999), actor hispano-argentino de cinema, cujo nome real era José Ignacio Ramírez Meléndez.
- Samuel Quiroz da Vega (1935-), político mexicano.
- Francisco Quirós Hermosillo (1935-2006), general mexicano degradado por delitos de narcotráfico.
- Alfredo Queiroz Ribeiro (1939-1974) escultor português.
- José Luis González Quirós (1947-), filósofo espanhol que escreve sobre tecnologia digital.
- Sergio Quiroz Miranda (1947), Ex-político mexicano, Dr. em educação e pedagogo crítico.
- José Assis de Queiroz(1949), Jockey brasileiro radicado no Rio de Janeiro.
- Elsa Quiroz (1951-), política argentina.
- Carlos Queiroz (1953-), treinador português de futebol.
- Miguel Flores Quirós, o Capullo de Jerez (1954-), cantor de flamenco espanhol.
- Helio de Queiroz Boudet Fernandes (1961-), botánico brasileiro.
- José Antonio Quirós (1963-), director e roteirista de cinema espanhol.
- Fernando Quiroz (1964-), escritor e jornalista colombiano.
- Gerardo Quiroz (1966-), actor, locutor e produtor de teatro mexicano.
- Luis Mario Quiroz (1974-), actor mexicano, irmão de Gerardo Quiroz.
- Fernando «Teté» Quiroz (1968-), ex-futebolista e treinador argentino.
- Walter Quiroz (1972-), actor argentino.
- María José Quiroz (1972-), actriz cómica chilena.
- Patricio Quiroz (1980-), futebolista chileno.
- Guillermo Quiroz (1981-), beisbolista venezuelano.
- Harold Quiroz (1981-), futebolista peruano.
- David Quiroz (1982-), futebolista equatoriano.
- Álvaro Quirós (1983-), golfista espanhol.
- Jimmy Quiroz (1983-), futebolista chileno.
- María Fernanda Quiroz (1986-), actriz mexicana.
- Roberto Quiroz (1992-), tenista equatoriano.
- Daniel Oduber Quirós (1921-1991), político costarricense, Presidente de Costa Rica.
- Maria Isaura Pereira de Queiróz (1928-), socióloga brasileira.
- Carlos Humberto Rodríguez Quirós (1910-1986), eclesiástico costarricense, Arcebispo de San José.

## Personagens de ficção
- Don Gil de Quirós, protagonista da comédia A casa de Quirós de Carlos Arniches, estreada em 1915. Foi encarnado por Luis Sandrini no filme argentino de igual título (1937).
- Manuel Quirós, personagem criada pelo escritor costarricense Enrique Villalobos Quirós em suas novelas policiacas Impressões de cinza (1993) e O eclipse dos sátiros (1998).